# Wendlandia uvariifolia
Wendlandia uvariifolia är en måreväxtart som beskrevs av Henry Fletcher Hance. Wendlandia uvariifolia ingår i släktet Wendlandia och familjen måreväxter.

## Underarter
Arten delas in i följande underarter:
- W. u. chinensis
- W. u. laotica
- W. u. pilosa
- W. u. uvariifolia